# Omloop Het Nieuwsblad 2022
L'Omloop Het Nieuwsblad 2022 fou la 77a edició de l'Omloop Het Nieuwsblad. Es disputà el 26 de febrer de 2022 sobre un recorregut de 204,2 km amb sortida a Gant i arribada a Ninove. La cursa formà part per de l'UCI World Tour 2022, amb una categoria 1.UWT i servia per inaugurar el calendari de clàssiques belgues.
El vencedor fou el belga Wout van Aert (Team Jumbo-Visma), que s'imposà en solitari en l'arribada a Ninove. Sonny Colbrelli (Bahrain Victorious) i Greg Van Avermaet (AG2R Citroën Team), segon i tercer respectivament.

## Recorregut
El recorregut incorpora tretze cotes, algunes d'elles cobertes amb llambordes, així com nou trams de llambordes:
| Núm. | Nom                     | Km d'etapa (km) | Ferm              | Llargada(m) | Mitjana de desnivell (%) | Màxim desnivell (%) | Km a meta |
| ---- | ----------------------- | --------------- | ----------------- | ----------- | ------------------------ | ------------------- | --------- |
| 1    | Leberg                  | 46              | asfalt            | 950         | 4,2 %                    | 13,8 %              | 158,2     |
| 2    | Katteberg               | 103,6           | llambordes        | 900         | 5,6 %                    | 10,3 %              | 100,6     |
| 3    | Leberg                  | 113,2           | asfalt            | 950         | 4,2 %                    | 13,8 %              | 91,0      |
| 4    | Hostellerie             | 130,2           | asfalt            | 1.300       | 5,1 %                    | 9 %                 | 74        |
| 5    | Valkenberg              | 138,1           | asfalt            | 540         | 8,1 %                    | 12,8 %              | 66,1      |
| 6    | Wolvenberg              | 148,6           | asfalt/llambordes | 645         | 7,9 %                    | 17,3 %              | 55,6      |
| 7    | Marlboroughstraat       | 163,8           | asfalt            | 900         | 4,4 %                    | 7 %                 | 40,4      |
| 8    | Biesestraat             | 165,2           | asfalt            | 820         | 3,8 %                    | 5,4 %               | 39,0      |
| 9    | Leberg                  | 168,9           | asfalt            | 950         | 4,2 %                    | 13,8 %              | 35,3      |
| 10   | Berendries              | 172,9           | asfalt            | 940         | 7 %                      | 12,3 %              | 31,3      |
| 11   | Elverenberg - Vossenhol | 175,4           | asfalt            | 1.268       | 3,6 %                    | 9 %                 | 28,8      |
| 12   | Muur van Geraardsbergen | 187,5           | llambordes        | 1.139       | 9,2 %                    | 19,8 %              | 16,7      |
| 13   | Bosberg                 | 191,4           | asfalt/llambordes | 980         | 5,8 %                    | 11 %                | 12,8      |

A més d'aquestes 13 ascensions hi havia 9 sectors de llambordes distribuïts en 91,6 km:
| Trams de llambordes |              |       |             |           |
| Número              | Nom          | Km    | Llargada(m) | Km a meta |
| ------------------- | ------------ | ----- | ----------- | --------- |
| 1                   | Haaghoek     | 43    | 2.000       | 161,1     |
| 2                   | Huisepontweg | 67,4  | 1.800       | 136,8     |
| 3                   | Holleweg     | 104,4 | 1.500       | 99,8      |
| 4                   | Haaghoek     | 110,1 | 2.000       | 94,1      |
| 5                   | Paddestraat  | 118   | 2.030       | 83        |
| 6                   | Holleweg     | 146   | 650         | 58,2      |
| 7                   | Kergate      | 152,2 | 1.400       | 52        |
| 8                   | Jagerij      | 154,8 | 800         | 49,4      |
| 9                   | Haaghoek     | 165,9 | 2.000       | 38,3      |

## Equips
En aquesta edició van prendre part 25 equips: 18 de categoria UCI WorldTeam i 7 de categoria ProTeams.
| WorldTeams (18)- AG2R Citroën Team - Astana Qazaqstan Team - Bahrain Victorious - Bora-Hansgrohe - Cofidis - EF Education-EasyPost - Groupama-FDJ - Ineos Grenadiers - Intermarché-Wanty-Gobert Matériaux - Israel-Premier Tech - Jumbo-Visma - Lotto-Soudal - Movistar Team - Quick-Step Alpha Vinyl - BikeExchange-Jayco - Team DSM - Trek-Segafredo - UAE Team Emirates ProTeams (7)- Sport Vlaanderen-Baloise - Bingoal Pauwels Sauces WB - Alpecin-Fenix - TotalEnergies - B&B Hotels-KTM - Uno-X Pro Cycling Team - Arkéa-Samsic |
| |

## Classificació final
| \| Classificació general \| Classificació general \| Classificació general \| Classificació general \| Classificació general \| \| Corredor \| Corredor \| Equip \| Temps \| \| \| --------------------- \| --------------------- \| ---------------------------------- \| --------------------- \| --------------------- \| \| 1r \| Wout van Aert \| Jumbo-Visma \| 4h 50' 26" \| \| \| 2n \| Sonny Colbrelli \| Bahrain Victorious \| + 22" \| \| \| 3r \| Greg Van Avermaet \| AG2R Citroën Team \| + 22" \| \| \| 4t \| Oliver Naesen \| AG2R Citroën Team \| + 22" \| \| \| 5è \| Victor Campenaerts \| Lotto-Soudal \| + 22" \| \| \| 6è \| Rasmus Tiller \| Uno-X Pro Cycling Team \| + 22" \| \| \| 7è \| Matteo Trentin \| UAE Team Emirates \| + 22" \| \| \| 8è \| Andrea Pasqualon \| Intermarché-Wanty-Gobert Matériaux \| + 22" \| \| \| 9è \| Florian Sénéchal \| Quick-Step Alpha Vinyl \| + 22" \| \| \| 10è \| Jasper Stuyven \| Trek-Segafredo \| + 22" \| \| |                    |                                    |            |
| |                    |                                    |            |
| Font: ProCyclingStats |                    |                                    |            |
| Classificació general |                    |                                    |            |
| Corredor | Corredor           | Equip                              | Temps      |
| 1r | Wout van Aert      | Jumbo-Visma                        | 4h 50' 26" |
| 2n | Sonny Colbrelli    | Bahrain Victorious                 | + 22"      |
| 3r | Greg Van Avermaet  | AG2R Citroën Team                  | + 22"      |
| 4t | Oliver Naesen      | AG2R Citroën Team                  | + 22"      |
| 5è | Victor Campenaerts | Lotto-Soudal                       | + 22"      |
| 6è | Rasmus Tiller      | Uno-X Pro Cycling Team             | + 22"      |
| 7è | Matteo Trentin     | UAE Team Emirates                  | + 22"      |
| 8è | Andrea Pasqualon   | Intermarché-Wanty-Gobert Matériaux | + 22"      |
| 9è | Florian Sénéchal   | Quick-Step Alpha Vinyl             | + 22"      |
| 10è | Jasper Stuyven     | Trek-Segafredo                     | + 22"      |

## Llista de participants
| Quick-Step Alpha Vinyl QST | Quick-Step Alpha Vinyl QST | Quick-Step Alpha Vinyl QST |
| -------------------------- | -------------------------- | -------------------------- |
| Núm                        | Ciclista                   | Pos                        |
| 1                          | Yves Lampaert (BEL)        | 72è                        |
| 2                          | Bert Van Lerberghe (BEL)   | DNF                        |
| 3                          | Josef Černý (CZE)          | DNF                        |
| 4                          | Iljo Keisse (BEL)          | DNF                        |
| 5                          | Kasper Asgreen (DEN)       | 76è                        |
| 6                          | Florian Sénéchal (FRA)     | 9è                         |
| 7                          | Zdeněk Štybar (CZE)        | 62è                        |

| Jumbo-Visma TJV | Jumbo-Visma TJV            | Jumbo-Visma TJV |
| --------------- | -------------------------- | --------------- |
| Núm             | Ciclista                   | Pos             |
| 11              | Wout van Aert (BEL) (ruta) | 1r              |
| 12              | Pascal Eenkhoorn (NED)     | 67è             |
| 13              | Edoardo Affini (ITA)       | DNF             |
| 14              | Mike Teunissen (NED)       | 24è             |
| 15              | Tiesj Benoot (BEL)         | 66è             |
| 16              | Tosh Van der Sande (BEL)   | 120è            |
| 17              | Nathan Van Hooydonck (BEL) | 68è             |

| Lotto-Soudal LTS | Lotto-Soudal LTS         | Lotto-Soudal LTS |
| ---------------- | ------------------------ | ---------------- |
| Núm              | Ciclista                 | Pos              |
| 21               | Philippe Gilbert (BEL)   | 40è              |
| 22               | Victor Campenaerts (BEL) | 5è               |
| 23               | Jasper De Buyst (BEL)    | 32è              |
| 24               | Brent Van Moer (BEL)     | 39è              |
| 25               | Florian Vermeersch (BEL) | 61è              |
| 26               | Tim Wellens (BEL)        | NP               |
| 27               | Harry Sweeny (AUS)       | 123è             |

| Intermarché-Wanty-Gobert Matériaux IWG | Intermarché-Wanty-Gobert Matériaux IWG | Intermarché-Wanty-Gobert Matériaux IWG |
| -------------------------------------- | -------------------------------------- | -------------------------------------- |
| Núm                                    | Ciclista                               | Pos                                    |
| 31                                     | Sven Erik Bystrøm (NOR)                | 89è                                    |
| 32                                     | Dimitri Claeys (BEL)                   | 83è                                    |
| 33                                     | Aimé De Gendt (BEL)                    | 71è                                    |
| 34                                     | Andrea Pasqualon (ITA)                 | 8è                                     |
| 35                                     | Adrien Petit (FRA)                     | 82è                                    |
| 36                                     | Alexander Kristoff (NOR)               | 60è                                    |
| 37                                     | Loïc Vliegen (BEL)                     | 51è                                    |

| AG2R Citroën Team ACT | AG2R Citroën Team ACT   | AG2R Citroën Team ACT |
| --------------------- | ----------------------- | --------------------- |
| Núm                   | Ciclista                | Pos                   |
| 41                    | Greg Van Avermaet (BEL) | 3r                    |
| 42                    | Oliver Naesen (BEL)     | 4t                    |
| 43                    | Lawrence Naesen (BEL)   | DNF                   |
| 44                    | Michael Schär (SUI)     | 102è                  |
| 45                    | Damien Touzé (FRA)      | 52è                   |
| 46                    | Stan Dewulf (BEL)       | 45è                   |
| 47                    | Gijs Van Hoecke (BEL)   | 91è                   |

| Trek-Segafredo TFS | Trek-Segafredo TFS        | Trek-Segafredo TFS |
| ------------------ | ------------------------- | ------------------ |
| Núm                | Ciclista                  | Pos                |
| 51                 | Jasper Stuyven (BEL)      | 10è                |
| 52                 | Edward Theuns (BEL)       | 100è               |
| 53                 | Alex Kirsch (LUX)         | 15è                |
| 54                 | Toms Skujiņš (LAT) (ruta) | 50è                |
| 55                 | Markus Hoelgaard (NOR)    | DNF                |
| 56                 | Daan Hoole (NED)          | 101è               |
| 57                 | Otto Vergaerde (BEL)      | 97è                |

| Astana Qazaqstan Team AST | Astana Qazaqstan Team AST     | Astana Qazaqstan Team AST |
| ------------------------- | ----------------------------- | ------------------------- |
| Núm                       | Ciclista                      | Pos                       |
| 61                        | Gianni Moscon (ITA)           | 122è                      |
| 62                        | Yevgeniy Fedorov (KAZ) (ruta) | DNF                       |
| 63                        | Michele Gazzoli (ITA)         | DNF                       |
| 64                        | Dmitri Grúzdev (KAZ)          | 92è                       |
| 65                        | Aleksei Lutsenko (KAZ)        | DNF                       |
| 66                        | Leonardo Basso (ITA)          | 121è                      |
| 67                        | Davide Martinelli (ITA)       | DNF                       |

| Bahrain Victorious TBV | Bahrain Victorious TBV       | Bahrain Victorious TBV |
| ---------------------- | ---------------------------- | ---------------------- |
| Núm                    | Ciclista                     | Pos                    |
| 71                     | Sonny Colbrelli (ITA) (ruta) | 2n                     |
| 72                     | Heinrich Haussler (AUS)      | 22è                    |
| 73                     | Phil Bauhaus (GER)           | DNF                    |
| 74                     | Matej Mohorič (SLO) (ruta)   | 17è                    |
| 75                     | Kamil Gradek (POL)           | 81è                    |
| 76                     | Luis León Sánchez Gil (ESP)  | 74è                    |
| 77                     | Fred Wright (GBR)            | 20è                    |

| Bora-Hansgrohe BOH | Bora-Hansgrohe BOH      | Bora-Hansgrohe BOH |
| ------------------ | ----------------------- | ------------------ |
| Núm                | Ciclista                | Pos                |
| 81                 | Patrick Gamper (AUT)    | 118è               |
| 82                 | Marco Haller (AUT)      | DNF                |
| 83                 | Jonas Koch (GER)        | 47è                |
| 84                 | Jordi Meeus (BEL)       | 114è               |
| 85                 | Nils Politt (GER)       | 27è                |
| 86                 | Lukas Pöstlberger (AUT) | 115è               |
| 87                 | Ide Schelling (NED)     | DNF                |

| Cofidis COF | Cofidis COF             | Cofidis COF |
| ----------- | ----------------------- | ----------- |
| Núm         | Ciclista                | Pos         |
| 91          | Bryan Coquard (FRA)     | 41è         |
| 92          | Tom Bohli (SUI)         | 79è         |
| 93          | Piet Allegaert (BEL)    | DNF         |
| 94          | Eddy Finé (FRA)         | DNF         |
| 95          | Kenneth Vanbilsen (BEL) | DNF         |
| 96          | Simone Consonni (ITA)   | 53è         |
| 97          | Szymon Sajnok (POL)     | DNF         |

| EF Education-EasyPost EFE | EF Education-EasyPost EFE      | EF Education-EasyPost EFE |
| ------------------------- | ------------------------------ | ------------------------- |
| Núm                       | Ciclista                       | Pos                       |
| 101                       | Jens Keukeleire (BEL)          | 93è                       |
| 102                       | Michael Valgren Andersen (DEN) | DNF                       |
| 103                       | Owain Doull (GBR)              | 16è                       |
| 104                       | Ben Healy (IRL)                | 75è                       |
| 105                       | Thomas Scully (NZL)            | DNF                       |
| 106                       | Julius van den Berg (NED)      | DNF                       |
| 107                       | Łukasz Wiśniowski (POL)        | DNF                       |

| Groupama-FDJ GFC | Groupama-FDJ GFC        | Groupama-FDJ GFC |
| ---------------- | ----------------------- | ---------------- |
| Núm              | Ciclista                | Pos              |
| 111              | Lewis Askey (GBR)       | 78è              |
| 113              | Stefan Küng (SUI)       | 12è              |
| 114              | Olivier Le Gac (FRA)    | 69è              |
| 115              | Fabian Lienhard (SUI)   | 38è              |
| 116              | Tobias Ludvigsson (SWE) | 19è              |
| 117              | Antoine Duchesne (CAN)  | DNF              |

| Ineos Grenadiers IGD | Ineos Grenadiers IGD         | Ineos Grenadiers IGD |
| -------------------- | ---------------------------- | -------------------- |
| Núm                  | Ciclista                     | Pos                  |
| 121                  | Thomas Pidcock (GBR)         | 18è                  |
| 122                  | Ethan Hayter (GBR)           | 21è                  |
| 123                  | Cameron Wurf (AUS)           | DNF                  |
| 124                  | Jhonatan Narváez Prado (ECU) | 34è                  |
| 125                  | Ben Turner (GBR)             | 59è                  |
| 126                  | Magnus Sheffield (USA)       | 108è                 |
| 127                  | Ben Swift (GBR) (ruta)       | 49è                  |

| Israel-Premier Tech IPT | Israel-Premier Tech IPT       | Israel-Premier Tech IPT |
| ----------------------- | ----------------------------- | ----------------------- |
| Núm                     | Ciclista                      | Pos                     |
| 131                     | Sep Vanmarcke (BEL)           | NP                      |
| 132                     | Guillaume Boivin (CAN) (ruta) | 33è                     |
| 133                     | Simon Clarke (AUS)            | 11è                     |
| 134                     | Corbin Strong (NZL)           | DNF                     |
| 135                     | Hugo Houle (CAN)              | 73è                     |
| 136                     | Tom Van Asbroeck (BEL)        | 70è                     |
| 137                     | Jenthe Biermans (BEL)         | 37è                     |

| Movistar Team MOV | Movistar Team MOV             | Movistar Team MOV |
| ----------------- | ----------------------------- | ----------------- |
| Núm               | Ciclista                      | Pos               |
| 141               | Alexander Aranburu Deba (ESP) | 13è               |
| 142               | Oier Lazkano López (ESP)      | 63è               |
| 143               | Iván García Cortina (ESP)     | 30è               |
| 144               | Juri Hollmann (GER)           | 86è               |
| 145               | Johan Jacobs (SUI)            | DNF               |
| 146               | Lluís Mas Bonet (ESP)         | 111è              |

| BikeExchange-Jayco BEX | BikeExchange-Jayco BEX   | BikeExchange-Jayco BEX |
| ---------------------- | ------------------------ | ---------------------- |
| Núm                    | Ciclista                 | Pos                    |
| 151                    | Lawson Craddock (USA)    | DNF                    |
| 152                    | Luke Durbridge (AUS)     | DNF                    |
| 153                    | Alexander Konychev (ITA) | DNF                    |
| 154                    | Dion Smith (NZL)         | 112è                   |
| 155                    | Jan Maas (NED)           | 109è                   |

| Team DSM DSM | Team DSM DSM                  | Team DSM DSM |
| ------------ | ----------------------------- | ------------ |
| Núm          | Ciclista                      | Pos          |
| 161          | John Degenkolb (GER)          | 43è          |
| 162          | Marius Mayrhofer (GER)        | DNF          |
| 163          | Nils Eekhoff (NED)            | NP           |
| 164          | Jonas Iversby Hvideberg (NOR) | 57è          |
| 165          | Søren Kragh Andersen (DEN)    | 103è         |
| 166          | Nikias Arndt (GER)            | DNF          |
| 167          | Leon Heinschke (GER)          | DNF          |

| UAE Team Emirates UAD | UAE Team Emirates UAD         | UAE Team Emirates UAD |
| --------------------- | ----------------------------- | --------------------- |
| Núm                   | Ciclista                      | Pos                   |
| 171                   | Fernando Gaviria Rendón (COL) | DNF                   |
| 172                   | Alessandro Covi (ITA)         | DNF                   |
| 173                   | Ryan Gibbons (RSA)            | 110è                  |
| 174                   | Vegard Stake Laengen (NOR)    | 80è                   |
| 175                   | Oliviero Troia (ITA)          | DNF                   |
| 176                   | Rui Oliveira (POR)            | 64è                   |
| 177                   | Matteo Trentin (ITA)          | 7è                    |

| Alpecin-Fenix AFC | Alpecin-Fenix AFC              | Alpecin-Fenix AFC |
| ----------------- | ------------------------------ | ----------------- |
| Núm               | Ciclista                       | Pos               |
| 181               | Dries De Bondt (BEL)           | 31è               |
| 182               | Tobias Bayer (AUT)             | 117è              |
| 183               | Michael Gogl (AUT)             | 58è               |
| 184               | Xandro Meurisse (BEL)          | 54è               |
| 185               | Senne Leysen (BEL)             | 94è               |
| 186               | Maurice Ballerstedt (GER)      | DNF               |
| 187               | Guillaume Van Keirsbulck (BEL) | 90è               |

| B&B Hotels-KTM BBK | B&B Hotels-KTM BBK     | B&B Hotels-KTM BBK |
| ------------------ | ---------------------- | ------------------ |
| Núm                | Ciclista               | Pos                |
| 191                | Cyril Barthe (FRA)     | DNF                |
| 192                | Quentin Jauregui (FRA) | DNF                |
| 193                | Jérémy Lecroq (FRA)    | 99è                |
| 194                | Cyril Lemoine (FRA)    | 124è               |
| 195                | Julien Morice (FRA)    | 113è               |
| 196                | Luca Mozzato (ITA)     | 26è                |
| 197                | Jordi Warlop (BEL)     | 36è                |

| Bingoal Pauwels Sauces WB BWB | Bingoal Pauwels Sauces WB BWB | Bingoal Pauwels Sauces WB BWB |
| ----------------------------- | ----------------------------- | ----------------------------- |
| Núm                           | Ciclista                      | Pos                           |
| 201                           | Timothy Dupont (BEL)          | 106è                          |
| 202                           | Arjen Livyns (BEL)            | 29è                           |
| 203                           | Stanisław Aniołkowski (POL)   | 95è                           |
| 204                           | Louis Blouwe (BEL)            | 88è                           |
| 205                           | Laurenz Rex (BEL)             | 44è                           |
| 206                           | Ludovic Robeet (BEL)          | DNF                           |
| 207                           | Mathijs Paasschens (NED)      | DNF                           |

| Sport Vlaanderen-Baloise SVB | Sport Vlaanderen-Baloise SVB | Sport Vlaanderen-Baloise SVB |
| ---------------------------- | ---------------------------- | ---------------------------- |
| Núm                          | Ciclista                     | Pos                          |
| 211                          | Sander De Pestel (BEL)       | 84è                          |
| 212                          | Lindsay De Vylder (BEL)      | 104è                         |
| 213                          | Ruben Apers (BEL)            | 116è                         |
| 214                          | Arne Marit (BEL)             | 119è                         |
| 215                          | Aaron Verwilst (BEL)         | 107è                         |
| 216                          | Kenneth Van Rooy (BEL)       | 46è                          |
| 217                          | Ward Vanhoof (BEL)           | 65è                          |

| Arkéa-Samsic ARK | Arkéa-Samsic ARK      | Arkéa-Samsic ARK |
| ---------------- | --------------------- | ---------------- |
| Núm              | Ciclista              | Pos              |
| 221              | Amaury Capiot (BEL)   | 23è              |
| 222              | Donavan Grondin (FRA) | 105è             |
| 223              | Matis Louvel (FRA)    | 14è              |
| 224              | Daniel McLay (GBR)    | 77è              |
| 225              | Kévin Vauquelin (FRA) | 48è              |
| 226              | Clément Russo (FRA)   | 96è              |
| 227              | Connor Swift (GBR)    | 35è              |

| TotalEnergies TEN | TotalEnergies TEN          | TotalEnergies TEN |
| ----------------- | -------------------------- | ----------------- |
| Núm               | Ciclista                   | Pos               |
| 231               | Peter Sagan (SVK) (ruta)   | 98è               |
| 232               | Edvald Boasson Hagen (NOR) | DNF               |
| 233               | Dries Van Gestel (BEL)     | 25è               |
| 234               | Daniel Oss (ITA)           | 55è               |
| 235               | Geoffrey Soupe (FRA)       | DNF               |
| 236               | Christopher Lawless (GBR)  | DNF               |
| 237               | Anthony Turgis (FRA)       | DNF               |

| Uno-X Pro Cycling Team UXT | Uno-X Pro Cycling Team UXT       | Uno-X Pro Cycling Team UXT |
| -------------------------- | -------------------------------- | -------------------------- |
| Núm                        | Ciclista                         | Pos                        |
| 241                        | Jonas Abrahamsen (NOR)           | DNF                        |
| 242                        | Fredrik Dversnes (NOR)           | 28è                        |
| 243                        | Morten Hulgaard (DEN)            | 85è                        |
| 244                        | Anders Halland Johannessen (NOR) | 56è                        |
| 245                        | Erik Nordsæter Resell (NOR)      | 87è                        |
| 246                        | Anders Skaarseth (NOR)           | 42è                        |
| 247                        | Rasmus Tiller (NOR)              | 6è                         |

| Quick-Step Alpha Vinyl QST | Quick-Step Alpha Vinyl QST | Quick-Step Alpha Vinyl QST |
| -------------------------- | -------------------------- | -------------------------- |
| Núm                        | Ciclista                   | Pos                        |
| 1                          | Yves Lampaert (BEL)        | 72è                        |
| 2                          | Bert Van Lerberghe (BEL)   | DNF                        |
| 3                          | Josef Černý (CZE)          | DNF                        |
| 4                          | Iljo Keisse (BEL)          | DNF                        |
| 5                          | Kasper Asgreen (DEN)       | 76è                        |
| 6                          | Florian Sénéchal (FRA)     | 9è                         |
| 7                          | Zdeněk Štybar (CZE)        | 62è                        |

| Jumbo-Visma TJV | Jumbo-Visma TJV            | Jumbo-Visma TJV |
| --------------- | -------------------------- | --------------- |
| Núm             | Ciclista                   | Pos             |
| 11              | Wout van Aert (BEL) (ruta) | 1r              |
| 12              | Pascal Eenkhoorn (NED)     | 67è             |
| 13              | Edoardo Affini (ITA)       | DNF             |
| 14              | Mike Teunissen (NED)       | 24è             |
| 15              | Tiesj Benoot (BEL)         | 66è             |
| 16              | Tosh Van der Sande (BEL)   | 120è            |
| 17              | Nathan Van Hooydonck (BEL) | 68è             |

| Lotto-Soudal LTS | Lotto-Soudal LTS         | Lotto-Soudal LTS |
| ---------------- | ------------------------ | ---------------- |
| Núm              | Ciclista                 | Pos              |
| 21               | Philippe Gilbert (BEL)   | 40è              |
| 22               | Victor Campenaerts (BEL) | 5è               |
| 23               | Jasper De Buyst (BEL)    | 32è              |
| 24               | Brent Van Moer (BEL)     | 39è              |
| 25               | Florian Vermeersch (BEL) | 61è              |
| 26               | Tim Wellens (BEL)        | NP               |
| 27               | Harry Sweeny (AUS)       | 123è             |

| Intermarché-Wanty-Gobert Matériaux IWG | Intermarché-Wanty-Gobert Matériaux IWG | Intermarché-Wanty-Gobert Matériaux IWG |
| -------------------------------------- | -------------------------------------- | -------------------------------------- |
| Núm                                    | Ciclista                               | Pos                                    |
| 31                                     | Sven Erik Bystrøm (NOR)                | 89è                                    |
| 32                                     | Dimitri Claeys (BEL)                   | 83è                                    |
| 33                                     | Aimé De Gendt (BEL)                    | 71è                                    |
| 34                                     | Andrea Pasqualon (ITA)                 | 8è                                     |
| 35                                     | Adrien Petit (FRA)                     | 82è                                    |
| 36                                     | Alexander Kristoff (NOR)               | 60è                                    |
| 37                                     | Loïc Vliegen (BEL)                     | 51è                                    |

| AG2R Citroën Team ACT | AG2R Citroën Team ACT   | AG2R Citroën Team ACT |
| --------------------- | ----------------------- | --------------------- |
| Núm                   | Ciclista                | Pos                   |
| 41                    | Greg Van Avermaet (BEL) | 3r                    |
| 42                    | Oliver Naesen (BEL)     | 4t                    |
| 43                    | Lawrence Naesen (BEL)   | DNF                   |
| 44                    | Michael Schär (SUI)     | 102è                  |
| 45                    | Damien Touzé (FRA)      | 52è                   |
| 46                    | Stan Dewulf (BEL)       | 45è                   |
| 47                    | Gijs Van Hoecke (BEL)   | 91è                   |

| Trek-Segafredo TFS | Trek-Segafredo TFS        | Trek-Segafredo TFS |
| ------------------ | ------------------------- | ------------------ |
| Núm                | Ciclista                  | Pos                |
| 51                 | Jasper Stuyven (BEL)      | 10è                |
| 52                 | Edward Theuns (BEL)       | 100è               |
| 53                 | Alex Kirsch (LUX)         | 15è                |
| 54                 | Toms Skujiņš (LAT) (ruta) | 50è                |
| 55                 | Markus Hoelgaard (NOR)    | DNF                |
| 56                 | Daan Hoole (NED)          | 101è               |
| 57                 | Otto Vergaerde (BEL)      | 97è                |

| Astana Qazaqstan Team AST | Astana Qazaqstan Team AST     | Astana Qazaqstan Team AST |
| ------------------------- | ----------------------------- | ------------------------- |
| Núm                       | Ciclista                      | Pos                       |
| 61                        | Gianni Moscon (ITA)           | 122è                      |
| 62                        | Yevgeniy Fedorov (KAZ) (ruta) | DNF                       |
| 63                        | Michele Gazzoli (ITA)         | DNF                       |
| 64                        | Dmitri Grúzdev (KAZ)          | 92è                       |
| 65                        | Aleksei Lutsenko (KAZ)        | DNF                       |
| 66                        | Leonardo Basso (ITA)          | 121è                      |
| 67                        | Davide Martinelli (ITA)       | DNF                       |

| Bahrain Victorious TBV | Bahrain Victorious TBV       | Bahrain Victorious TBV |
| ---------------------- | ---------------------------- | ---------------------- |
| Núm                    | Ciclista                     | Pos                    |
| 71                     | Sonny Colbrelli (ITA) (ruta) | 2n                     |
| 72                     | Heinrich Haussler (AUS)      | 22è                    |
| 73                     | Phil Bauhaus (GER)           | DNF                    |
| 74                     | Matej Mohorič (SLO) (ruta)   | 17è                    |
| 75                     | Kamil Gradek (POL)           | 81è                    |
| 76                     | Luis León Sánchez Gil (ESP)  | 74è                    |
| 77                     | Fred Wright (GBR)            | 20è                    |

| Bora-Hansgrohe BOH | Bora-Hansgrohe BOH      | Bora-Hansgrohe BOH |
| ------------------ | ----------------------- | ------------------ |
| Núm                | Ciclista                | Pos                |
| 81                 | Patrick Gamper (AUT)    | 118è               |
| 82                 | Marco Haller (AUT)      | DNF                |
| 83                 | Jonas Koch (GER)        | 47è                |
| 84                 | Jordi Meeus (BEL)       | 114è               |
| 85                 | Nils Politt (GER)       | 27è                |
| 86                 | Lukas Pöstlberger (AUT) | 115è               |
| 87                 | Ide Schelling (NED)     | DNF                |

| Cofidis COF | Cofidis COF             | Cofidis COF |
| ----------- | ----------------------- | ----------- |
| Núm         | Ciclista                | Pos         |
| 91          | Bryan Coquard (FRA)     | 41è         |
| 92          | Tom Bohli (SUI)         | 79è         |
| 93          | Piet Allegaert (BEL)    | DNF         |
| 94          | Eddy Finé (FRA)         | DNF         |
| 95          | Kenneth Vanbilsen (BEL) | DNF         |
| 96          | Simone Consonni (ITA)   | 53è         |
| 97          | Szymon Sajnok (POL)     | DNF         |

| EF Education-EasyPost EFE | EF Education-EasyPost EFE      | EF Education-EasyPost EFE |
| ------------------------- | ------------------------------ | ------------------------- |
| Núm                       | Ciclista                       | Pos                       |
| 101                       | Jens Keukeleire (BEL)          | 93è                       |
| 102                       | Michael Valgren Andersen (DEN) | DNF                       |
| 103                       | Owain Doull (GBR)              | 16è                       |
| 104                       | Ben Healy (IRL)                | 75è                       |
| 105                       | Thomas Scully (NZL)            | DNF                       |
| 106                       | Julius van den Berg (NED)      | DNF                       |
| 107                       | Łukasz Wiśniowski (POL)        | DNF                       |

| Groupama-FDJ GFC | Groupama-FDJ GFC        | Groupama-FDJ GFC |
| ---------------- | ----------------------- | ---------------- |
| Núm              | Ciclista                | Pos              |
| 111              | Lewis Askey (GBR)       | 78è              |
| 113              | Stefan Küng (SUI)       | 12è              |
| 114              | Olivier Le Gac (FRA)    | 69è              |
| 115              | Fabian Lienhard (SUI)   | 38è              |
| 116              | Tobias Ludvigsson (SWE) | 19è              |
| 117              | Antoine Duchesne (CAN)  | DNF              |

| Ineos Grenadiers IGD | Ineos Grenadiers IGD         | Ineos Grenadiers IGD |
| -------------------- | ---------------------------- | -------------------- |
| Núm                  | Ciclista                     | Pos                  |
| 121                  | Thomas Pidcock (GBR)         | 18è                  |
| 122                  | Ethan Hayter (GBR)           | 21è                  |
| 123                  | Cameron Wurf (AUS)           | DNF                  |
| 124                  | Jhonatan Narváez Prado (ECU) | 34è                  |
| 125                  | Ben Turner (GBR)             | 59è                  |
| 126                  | Magnus Sheffield (USA)       | 108è                 |
| 127                  | Ben Swift (GBR) (ruta)       | 49è                  |

| Israel-Premier Tech IPT | Israel-Premier Tech IPT       | Israel-Premier Tech IPT |
| ----------------------- | ----------------------------- | ----------------------- |
| Núm                     | Ciclista                      | Pos                     |
| 131                     | Sep Vanmarcke (BEL)           | NP                      |
| 132                     | Guillaume Boivin (CAN) (ruta) | 33è                     |
| 133                     | Simon Clarke (AUS)            | 11è                     |
| 134                     | Corbin Strong (NZL)           | DNF                     |
| 135                     | Hugo Houle (CAN)              | 73è                     |
| 136                     | Tom Van Asbroeck (BEL)        | 70è                     |
| 137                     | Jenthe Biermans (BEL)         | 37è                     |

| Movistar Team MOV | Movistar Team MOV             | Movistar Team MOV |
| ----------------- | ----------------------------- | ----------------- |
| Núm               | Ciclista                      | Pos               |
| 141               | Alexander Aranburu Deba (ESP) | 13è               |
| 142               | Oier Lazkano López (ESP)      | 63è               |
| 143               | Iván García Cortina (ESP)     | 30è               |
| 144               | Juri Hollmann (GER)           | 86è               |
| 145               | Johan Jacobs (SUI)            | DNF               |
| 146               | Lluís Mas Bonet (ESP)         | 111è              |

| BikeExchange-Jayco BEX | BikeExchange-Jayco BEX   | BikeExchange-Jayco BEX |
| ---------------------- | ------------------------ | ---------------------- |
| Núm                    | Ciclista                 | Pos                    |
| 151                    | Lawson Craddock (USA)    | DNF                    |
| 152                    | Luke Durbridge (AUS)     | DNF                    |
| 153                    | Alexander Konychev (ITA) | DNF                    |
| 154                    | Dion Smith (NZL)         | 112è                   |
| 155                    | Jan Maas (NED)           | 109è                   |

| Team DSM DSM | Team DSM DSM                  | Team DSM DSM |
| ------------ | ----------------------------- | ------------ |
| Núm          | Ciclista                      | Pos          |
| 161          | John Degenkolb (GER)          | 43è          |
| 162          | Marius Mayrhofer (GER)        | DNF          |
| 163          | Nils Eekhoff (NED)            | NP           |
| 164          | Jonas Iversby Hvideberg (NOR) | 57è          |
| 165          | Søren Kragh Andersen (DEN)    | 103è         |
| 166          | Nikias Arndt (GER)            | DNF          |
| 167          | Leon Heinschke (GER)          | DNF          |

| UAE Team Emirates UAD | UAE Team Emirates UAD         | UAE Team Emirates UAD |
| --------------------- | ----------------------------- | --------------------- |
| Núm                   | Ciclista                      | Pos                   |
| 171                   | Fernando Gaviria Rendón (COL) | DNF                   |
| 172                   | Alessandro Covi (ITA)         | DNF                   |
| 173                   | Ryan Gibbons (RSA)            | 110è                  |
| 174                   | Vegard Stake Laengen (NOR)    | 80è                   |
| 175                   | Oliviero Troia (ITA)          | DNF                   |
| 176                   | Rui Oliveira (POR)            | 64è                   |
| 177                   | Matteo Trentin (ITA)          | 7è                    |

| Alpecin-Fenix AFC | Alpecin-Fenix AFC              | Alpecin-Fenix AFC |
| ----------------- | ------------------------------ | ----------------- |
| Núm               | Ciclista                       | Pos               |
| 181               | Dries De Bondt (BEL)           | 31è               |
| 182               | Tobias Bayer (AUT)             | 117è              |
| 183               | Michael Gogl (AUT)             | 58è               |
| 184               | Xandro Meurisse (BEL)          | 54è               |
| 185               | Senne Leysen (BEL)             | 94è               |
| 186               | Maurice Ballerstedt (GER)      | DNF               |
| 187               | Guillaume Van Keirsbulck (BEL) | 90è               |

| B&B Hotels-KTM BBK | B&B Hotels-KTM BBK     | B&B Hotels-KTM BBK |
| ------------------ | ---------------------- | ------------------ |
| Núm                | Ciclista               | Pos                |
| 191                | Cyril Barthe (FRA)     | DNF                |
| 192                | Quentin Jauregui (FRA) | DNF                |
| 193                | Jérémy Lecroq (FRA)    | 99è                |
| 194                | Cyril Lemoine (FRA)    | 124è               |
| 195                | Julien Morice (FRA)    | 113è               |
| 196                | Luca Mozzato (ITA)     | 26è                |
| 197                | Jordi Warlop (BEL)     | 36è                |

| Bingoal Pauwels Sauces WB BWB | Bingoal Pauwels Sauces WB BWB | Bingoal Pauwels Sauces WB BWB |
| ----------------------------- | ----------------------------- | ----------------------------- |
| Núm                           | Ciclista                      | Pos                           |
| 201                           | Timothy Dupont (BEL)          | 106è                          |
| 202                           | Arjen Livyns (BEL)            | 29è                           |
| 203                           | Stanisław Aniołkowski (POL)   | 95è                           |
| 204                           | Louis Blouwe (BEL)            | 88è                           |
| 205                           | Laurenz Rex (BEL)             | 44è                           |
| 206                           | Ludovic Robeet (BEL)          | DNF                           |
| 207                           | Mathijs Paasschens (NED)      | DNF                           |

| Sport Vlaanderen-Baloise SVB | Sport Vlaanderen-Baloise SVB | Sport Vlaanderen-Baloise SVB |
| ---------------------------- | ---------------------------- | ---------------------------- |
| Núm                          | Ciclista                     | Pos                          |
| 211                          | Sander De Pestel (BEL)       | 84è                          |
| 212                          | Lindsay De Vylder (BEL)      | 104è                         |
| 213                          | Ruben Apers (BEL)            | 116è                         |
| 214                          | Arne Marit (BEL)             | 119è                         |
| 215                          | Aaron Verwilst (BEL)         | 107è                         |
| 216                          | Kenneth Van Rooy (BEL)       | 46è                          |
| 217                          | Ward Vanhoof (BEL)           | 65è                          |

| Arkéa-Samsic ARK | Arkéa-Samsic ARK      | Arkéa-Samsic ARK |
| ---------------- | --------------------- | ---------------- |
| Núm              | Ciclista              | Pos              |
| 221              | Amaury Capiot (BEL)   | 23è              |
| 222              | Donavan Grondin (FRA) | 105è             |
| 223              | Matis Louvel (FRA)    | 14è              |
| 224              | Daniel McLay (GBR)    | 77è              |
| 225              | Kévin Vauquelin (FRA) | 48è              |
| 226              | Clément Russo (FRA)   | 96è              |
| 227              | Connor Swift (GBR)    | 35è              |

| TotalEnergies TEN | TotalEnergies TEN          | TotalEnergies TEN |
| ----------------- | -------------------------- | ----------------- |
| Núm               | Ciclista                   | Pos               |
| 231               | Peter Sagan (SVK) (ruta)   | 98è               |
| 232               | Edvald Boasson Hagen (NOR) | DNF               |
| 233               | Dries Van Gestel (BEL)     | 25è               |
| 234               | Daniel Oss (ITA)           | 55è               |
| 235               | Geoffrey Soupe (FRA)       | DNF               |
| 236               | Christopher Lawless (GBR)  | DNF               |
| 237               | Anthony Turgis (FRA)       | DNF               |

| Uno-X Pro Cycling Team UXT | Uno-X Pro Cycling Team UXT       | Uno-X Pro Cycling Team UXT |
| -------------------------- | -------------------------------- | -------------------------- |
| Núm                        | Ciclista                         | Pos                        |
| 241                        | Jonas Abrahamsen (NOR)           | DNF                        |
| 242                        | Fredrik Dversnes (NOR)           | 28è                        |
| 243                        | Morten Hulgaard (DEN)            | 85è                        |
| 244                        | Anders Halland Johannessen (NOR) | 56è                        |
| 245                        | Erik Nordsæter Resell (NOR)      | 87è                        |
| 246                        | Anders Skaarseth (NOR)           | 42è                        |
| 247                        | Rasmus Tiller (NOR)              | 6è                         |